# Hermanovce nad Topľou

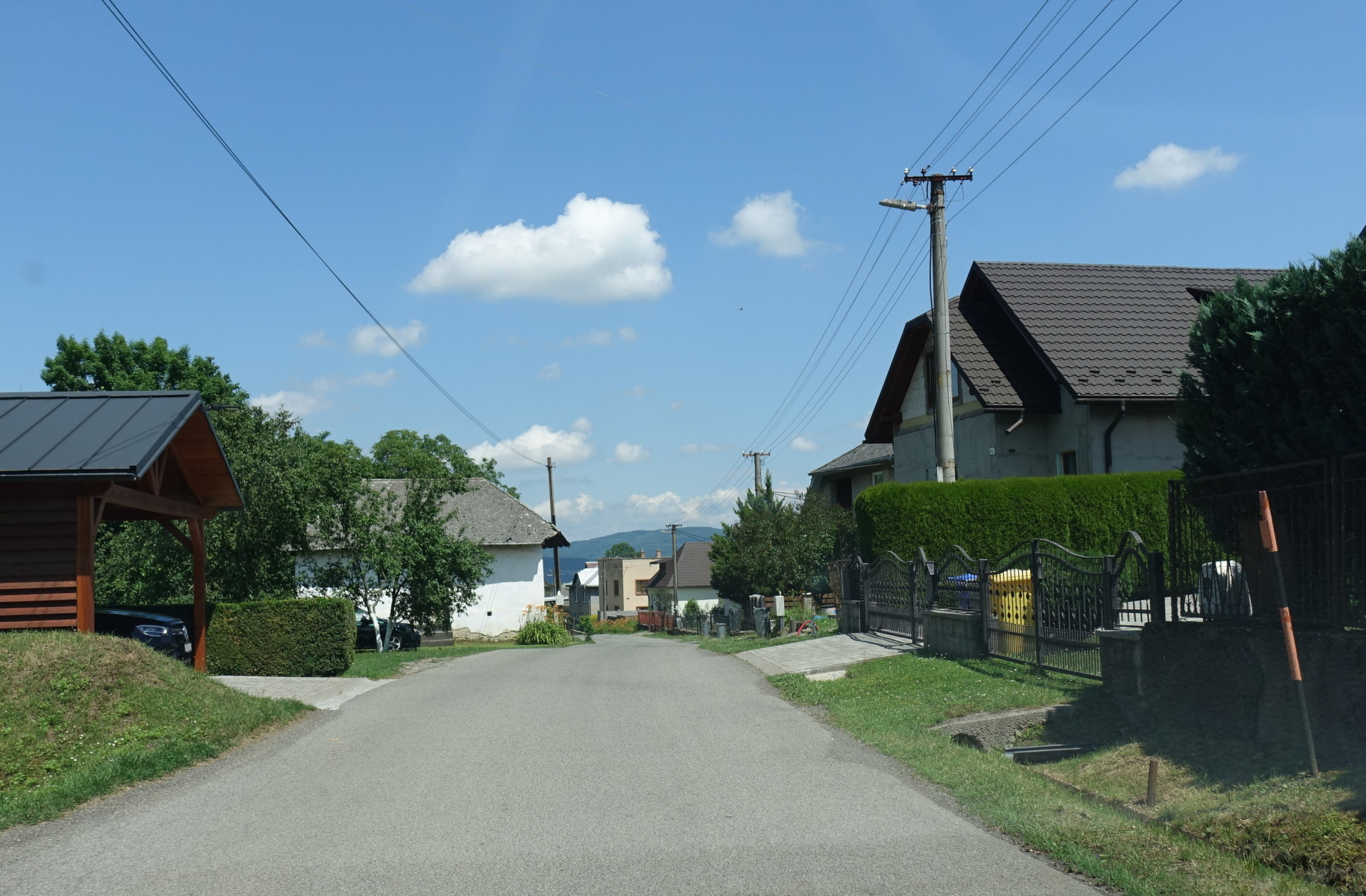
Hauptstraße von Hermanovce nad Topľou, 2024

Hermanovce nad Topľou (bis 1960 „Hermanovce“; deutsch Hermannsdorf, ungarisch Tapolyhermány) ist eine Gemeinde im Osten der Slowakei mit 662 Einwohnern (Stand 31. Dezember 2024), die zum Okres Vranov nad Topľou, einem Teil des Prešovský kraj gehört.

## Geographie
Die Gemeinde befindet sich am nordöstlichen Fuß des Gebirges Slanské vrchy am Bach Hermanovský potok. Das Ortszentrum liegt auf einer Höhe von 280 m n.m. und ist 22 Kilometer von Vranov nad Topľou sowie 32 Kilometer von Prešov entfernt.
Es liegen einige Naturschutzgebiete im Gemeindegebiet: das Naturreservat Hermanovské skaly, eine bis zu 80 Meter hohe Andesit-Felsenformation, ein nationales Naturreservat um den Berg Šimonka (1092 m n.m.), den höchsten Berg von Slanské vrchy, sowie der „Hausberg“ Oblík (925 m n.m.) westlich des Ortes, ebenfalls ein nationales Naturreservat.

## Geschichte
Eine Siedlung an der Stelle des heutigen Dorfes entstand gegen Mitte des 14. Jahrhunderts und wurde von einem deutschen Schultheiß nach deutschem Recht gegründet. In dieser Zeit soll auch die erste Kirche erstellt worden sein. Das Dorf wurde zum ersten Mal 1399 schriftlich erwähnt. Da der Bach zugleich Grenze zwischen den Komitaten Sáros und Semplin war, bestand das Dorf bis 1882 aus zwei Teilen: der linksufrige, im Komitat Sáros gelegene Teil gehörte zum Herrschaftsgut von Solivar (deutsch Salzburg), der rechtsufrige Sempliner Teil war ein Gut der Burg Čičava.
1828 sind im Dorf 84 Häuser und 612 Einwohner verzeichnet.

## Bevölkerung
| Jahr                | 1994 | 2004     | 2014    | 2024    |
| ------------------- | ---- | -------- | ------- | ------- |
| Anzahl der Personen | 619  | 685      | 723     | 662     |
| Unterschied         |      | +10,66 % | +5,54 % | −8,43 % |

| Jahr                | 2023 | 2024    |
| ------------------- | ---- | ------- |
| Anzahl der Personen | 660  | 662     |
| Unterschied         |      | +0,30 % |

Ergebnisse nach der Volkszählung 2001 (653 Einwohner):
| Nach Ethnie: - 99,69 % Slowaken - 0,15 % Russinen | Nach Konfession: - 60,18 % evangelisch - 27,87 % römisch-katholisch - 2,76 % griechisch-katholisch |

## Sehenswürdigkeiten
- evangelische Kirche von 1993
- römisch-katholische Kirche Himmelfahrt des Herrn von 1650